# Гаврило Принцип

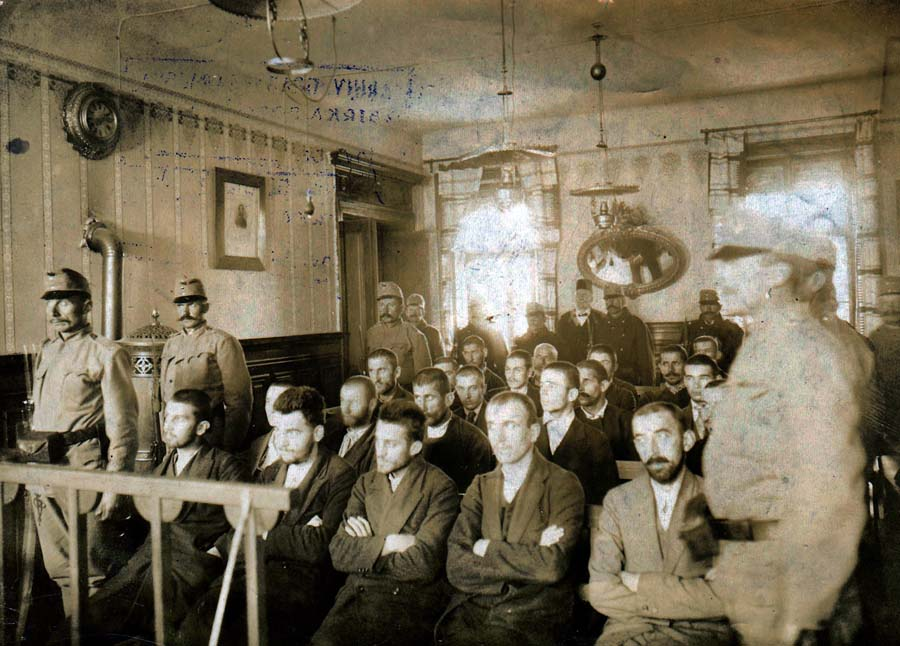
Процес над Принципом у Сараєві

Гаври́ло При́нцип (25 липня 1894 — 28 квітня 1918) — боснійський серб, який убив Франца Фердинанда, ерц-герцога австрійського та його дружину графиню Софі у Сараєві 28 червня 1914. Цей інцидент спонукав Австро-Угорщину почати ворожі дії відносно Сербії, що призвели до Першої світової війни.
Народився у селі Обляй, що в теперішній громаді Босансько-Грахово (Боснія та Герцеговина). Був членом сербського угруповання «Млада Босна» та «Чорна рука», які відстоювали об'єднання Боснії з Сербією.

## Вбивство
28 червня 1914 року Гаврило Принцип узяв участь у події, яка дістала назву Сараєвське вбивство. Генерал Оскар Потіорек, губернатор австрійських областей в Боснії та Герцеговини запросив Ерц-герцога Франца Фердинанда та Софію подивитися його загони на маневрах. Франц Фердинанд знав, що ця подорож може бути небезпечною. Якраз перед 10 годиною у неділю, королівська пара прибула до Сараєва потягом. У машині попереду їхав Фехим Чурчич, мер Сараєва та Др. Ґерд, комісар поліції міста. Франц Фердинанд та Софія були у другій машині з Оскаром Потіореком та графом фон Харрфхом. Дах машини був відкинутий для того, щоб натовп міг побачити Франца Фердинанда та його дружину.
О 10:10, коли колона з шести машин проїхала центральну поліційну станцію, Неделько Чабринович кинув ручну гранату (у вигляді букета з квітами) до машини ерц-герцога. Після того як Чабринович не влучив у машину, він та п'ятеро інших змовників, включаючи Принципа, не змогли атакувати знову через натовп. Виглядало так, що вбивство не вдалося. Проте, Франц Фердинанд вирішив поїхати до шпиталю, навідатись до жертв бомби Чабриновича. Щоб не їхати через центр міста, Генерал Оскар Потіорек вирішив, що королівське авто має їхати вздовж Аппел Квей (Appel Quay) до шпиталю Сараєва. Однак, забув сказати водію, Францу Урбану, про своє рішення. На шляху до шпиталю, Урбан звернув направо на вулицю Франца Йосифа.
Принцип пішов до найближчого магазину, поїсти, обмірковуючи невдачу, коли він побачив машину Фердинанда, яка проїхала повз з нього у не тому напрямі. Після того як водій зрозумів помилку, він натиснув гальма, та почав їхати назад. Коли він нешвидко проїжджав повз Принципа, той підійшов поближче, дістав зброю та з відстані 1,5 метри вистрілив декілька раз у машину. Франц Фердинанд був поранений у шию, а Софія — у живіт. Софія, яка, як стало відомо, була вагітна, померла одразу. Фердинанд, який не міг повірити у смерть дружини, намагався її розбудити, знесилився через п'ять хвилин і швидко помер.

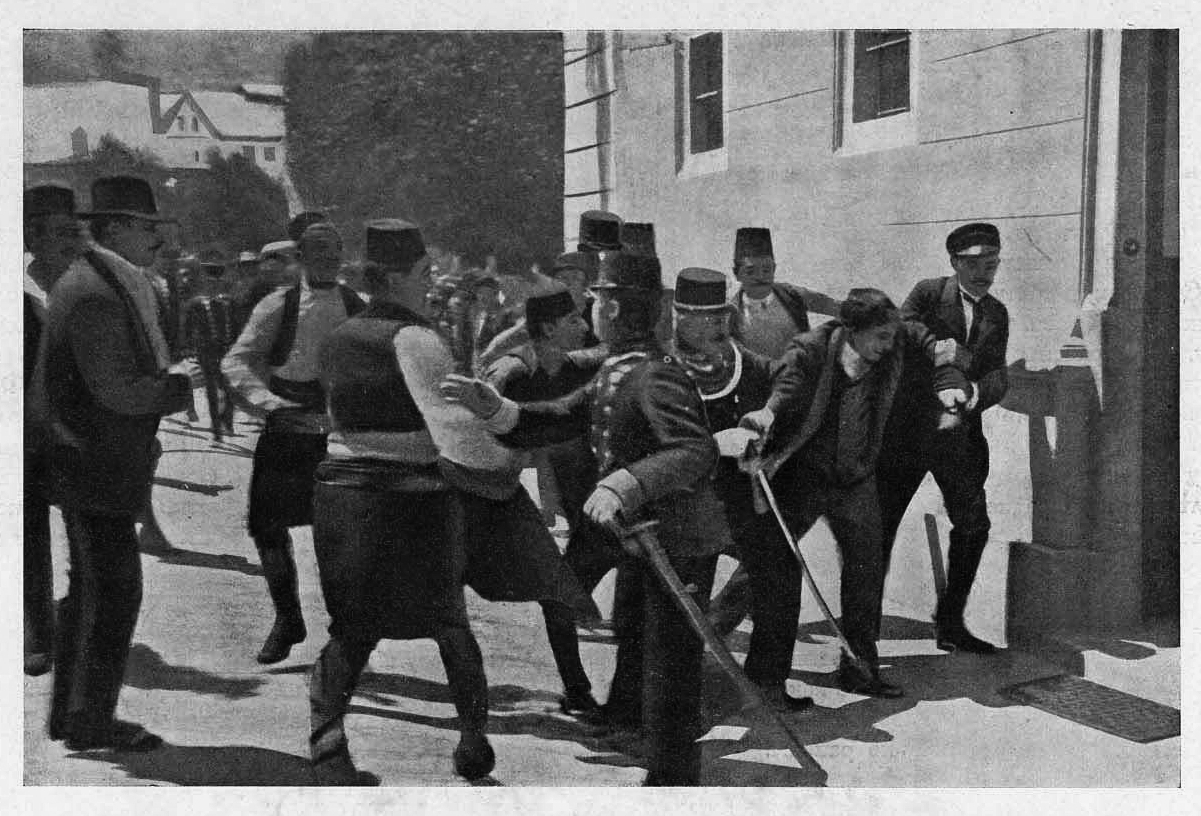
Затримання Гаврила Принципа у Сараєві

## Арешт та ув'язнення
Принцип намагався вбити себе, спочатку ковтаючи ціанід калію, та потім за допомогою своєї зброї, але він виблював отруту (так само трапилось і з Чабриновичем, що наштовхнуло поліцію на думку, що групу було введено в оману та вона купила набагато слабкішу отруту), а його зброю вирвали з його рук, не даючи йому шанс вистрілити удруге.
Принцип був надто молодий (19), щоб отримати смертний вирок, тому його засудили на максимальний термін позбавлення волі — двадцять років. У тюрмі його тримали в тяжких умовах, погіршених війною. Він помер через туберкульоз кісток 28 квітня 1918 року у Терезині.
За однією з версій тіло Гаврила Принципа поховане на Богницькому цвинтарі (Bohnický ústavní hřbitov) Чехія, Прага.
Принцип використав напівавтоматичний пістолет Браунінга FN Model 1910 9×17 мм(.380 ACP). Зараз він знаходиться у Віденському музеї військової історії. Друга куля, яку вистрілив Принцип і яка вбила Фердинанда, знаходиться у музеї-виставці Конопіште поблизу міста Бенешов, Чехія.

## Пам'ять
У Сербії в багатьох містах, в тому числі в Белграді є вулиці названі на честь Принципа.